# Verband Privater Bauherren
Der Verband Privater Bauherren e. V. (VPB) ist Deutschlands größte und älteste Vereinigung privater Bauherren, -käufer und -modernisierer mit Sitz in Berlin und bundesweitem Netzwerk von Regionalbüros.
Der Verein vertritt die Interessen nicht-gewerblicher, selbstnutzender oder vermietender Eigentümer von Wohnimmobilien und zwar sowohl von Eigentumswohnungen, Ein- und Zweifamilienhäusern wie auch von Mehrfamilienhäusern. Er bietet eine produktneutrale Experten-Beratung an und publiziert Ratgeber. Die ursprüngliche und bekannteste Dienstleistung des Verbandes ist die Bau- und Vertragskontrolle.
Darüber hinaus ist der VPB als qualifizierte Stelle zur Einreichung von Verbandsklagen  bei unlauteren AGB  nach Unterlassungsklagegesetz (UKlaG) eingetragen und ist als anhörungsberechtigt beim Bundestag akkreditiert.
Er ist demnach eine der 56 qualifizierten Verbraucherverbände in Deutschland, die eine Musterfeststellungsklage und Abhilfeklage durchführen dürfen.
Mitglied im VPB kann jeder werden, der sich nicht gewerblich mit der Errichtung von Bauten beschäftigt.
Der VPB ist Mitglied in der Arbeitsgemeinschaft für zeitgemäßes Bauen e.V.

## Geschichte
Der Verein wurde am 10. Mai 1976 in Hamburg gegründet. Sein Sitz ist seit 2002 in Berlin.
| Jahr      | Vorsitzender       |
| --------- | ------------------ |
| 1976–1980 | Hartmut Gebhardt   |
| 1980–2001 | Holger Schildt     |
| 2001–2004 | Erich Herf         |
| 2004–2005 | Jürgen B. Schrader |
| Seit 2005 | Thomas Penningh    |

| Jahr      | Geschäftsführer  |
| --------- | ---------------- |
| 1976–1980 | Hartmut Gebhardt |
| 1980–2001 | Frank Staudinger |
| Seit 2002 | Corinna Merzyn   |